# Vladimir Becić

Trpanj Landscape (1938); Öl auf Leinwand

Vladimir Becić (* 1. Juni 1886 in Slavonski Brod, Österreich-Ungarn, heute Kroatien; † 24. Mai 1954 in Zagreb) war ein jugoslawischer Maler.
Vladimir Becić studierte zuerst Rechtswissenschaft und besuchte parallel private Malkurse bei Menci Klement Crnčić und Bela Čikoš. Er stellte bei der Jubiläumsausstellung der Kroatischen Kunstgenossenschaft und bei der ersten jugoslawischen Kunstausstellung in Belgrad aus. In den Jahren 1905 und 1906 ging er nach München, wo er private Malkurse nahm, und wurde 1906 an der Akademie bei Hugo von Habermann angenommen. Zu dieser Klasse von 1905 bis 1910 gehörten alle vier Mitglieder des sogenannten Münchner Kreises (neben Becić waren dies Josip Račić, Miroslav Kraljević und Oskar Herman).
1909 beendete er seine Ausbildung an der Akademie der Bildenden Künste München und  ging dann nach Paris, wo er die Académie de la Grande Chaumière besuchte. Dort lernte er Manets und Cézannes Werke kennen. Er machte sogar Kopien der Werke Manets, die er im Salon d’Automne ausstellte. Becić arbeitete als Zeichner für die Pariser Zeitung L’Illustration.
Nach Zagreb kehrte er 1910 zurück. Im Salon Ulrich hatte er seine erste eigene Ausstellung. Weiterhin stellte  Becić auch im  Zagreber Frühjahr-Salon aus. In den Jahren danach, von 1921 bis 1927, stellte er mit der Gruppe der unabhängigen Künstler (Jerolim Miše, Vladimir Varlaj, Joza Kljaković, Frano Kršinić, Ivan Meštrović und Ljubo Babić) aus. Zusammen mit Babić und Miše war er eines der Mitglieder der Dreiergruppe, die im Jahr 1930 gegründet wurde und die die Poetik der sogenannten reinen Malerei von Realismus pflegte.
Schon seine frühesten Werke neigen am Anfang zu Klarheit und Modellierung. Seine Öl- und Aquarellskizzen strahlen Frische aus. In seinen letzten Jahren ließ er sich von Istrien und dem Neretva-Tal inspirieren.
Im Jahr 1934 wurde er zum ordentlichen Professor an der Zagreber Akademie der feinen Künste ernannt. Seit dem Jahr 1934 war Becić Mitglied der Jugoslawischen Akademie der Wissenschaften und Künste.

## Werke (Auswahl)
- „Porträt von Miroslav Kraljević“ („Portret Miroslava Kraljevića“)
- „Selbstporträt mit Hut“ („Autoportret sa polucilindrom“)
- „Ein Akt vor dem Spiegel“ („Akt pred ogledalom“)
- „Das Mädchen mit der Puppe“ („Djevojčica s lutkom“)